# Amplicephalus tubupennis
Amplicephalus tubupennis är en insektsart som beskrevs av Cheng 1980. Amplicephalus tubupennis ingår i släktet Amplicephalus och familjen dvärgstritar. Inga underarter finns listade i Catalogue of Life.